# Un amor predestinado
Un amor predestinado (en hangul, 이 연애는 불가항력; romanización revisada del coreano: I yeon-aeneun bulgahangnyeok) es una serie de televisión surcoreana dirigida por Nam Ki-hoon y protagonizada por Rowoon, Jo Bo-ah, Ha Joon y Yura. Se emitió por el canal jTBC desde el 23 de agosto hasta el 12 de octubre de 2023, los miércoles y jueves a las 22:30 (hora local coreana). También está disponible en la plataforma Netflix para algunas zonas del mundo.

## Sinopsis
Hong-jo es una funcionaria de bajo nivel que trabaja como solucionadora especial de quejas civiles en el departamento de Medio Ambiente y Zonas Verdes del ayuntamiento de Onjoo. En lo personal, ella ha llevado una vida solitaria, sin amigos ni familiares. Un día se convierte en la propietaria del libro de conjuros Mokham, de 300 años de antigüedad, del que se dice que hace realidad los deseos; entonces prepara un hechizo del libro para lograr el amor de un compañero de trabajo (Jae-kyung, asistente del alcalde), pero, inesperadamente, la magia llega al abogado Shin-yoo, asesor legal del ayuntamiento. Este, que ha estado esperando que el «dueño de la caja de madera» donde se encontraba el libro de hechizos levante la maldición transmitida de generación en generación en su familia, se siente irresistiblemente atraído por Hong-jo, quién sabe si por brujería o por un destino irresistible.

## Reparto

### Principal
- Rowoon como Jang Shin-yoo / Jang Moo-jin, un abogado famoso. Ha estado enfermo por una razón desconocida e intenta encontrar al dueño de un libro antiguo, Mokham, para romper la maldición que ha plagado a su familia durante generaciones.[5][6][7]
- Cho Bo-ah como Lee Hong-jo / Aeng-cho, una funcionaria de noveno nivel del Departamento de Medio Ambiente en el ayuntamiento de Onjoo. Inesperadamente, se convierte en la dueña de Mokham y tiene la llave para desbloquear la maldición de Shin-yoo y su familia.[5][6][8]
- Ha Joon como Kwon Jae-kyung, asistente en el ayuntamiento de Onjoo, de quien Hong-jo está enamorada.[9]
- Yura como Yoon Na-yeon, la novia de Shin-yoo.[10]

### Secundario

#### Ayuntamiento de Onjoo
- Song Young-kyoo como Yoon Hak-young, el padre de Na-yeon y alcalde de Onjoo.[11]
- Lee Bong-ryun como Ma Eun-young, la directora del Departamento de Medio Ambiente y Zonas Verdes del ayuntamiento de Onjoo.[11][12][13]
- Hyun Bong-shik como Gong Seo-goo, jefe de equipo del Departamento de Medio Ambiente y Zonas Verdes del ayuntamiento de Onjoo.[14]
- Mi Ram como Yoo Soo-jung, miembro del Departamento de Medio Ambiente y Zonas Verdes del ayuntamiento de Onjoo.[14]
- Park Kyung-hye como Son Sae-byul, miembro del Departamento de Medio Ambiente y Zonas Verdes del ayuntamiento de Onjoo.[14][15]
- Ahn Sang-woo como Na Joong-beom, director ejecutivo de Green Landscape Garden.
- Im Hyun-soo como Park Ki-dong, vicedirector del equipo jurídico del Ayuntamiento de Onjoo.[16]
- Yoon Soon-woong como Oh Sam-shik.
- Park Jae-joon como Oh Woo-ram, nieto de Sam-shik.

#### Entorno de Shin-yoo
- Jung Hye-young como Song Yoon-joo, la madre de Shin-yoo.[11][17]
- Lee Pil-mo como Jang Se-heon, el padre de Shin-yoo.[11][18]
- Kim Hye-ok como Eun Wol, una chamana que cuidaba un santuario situado en tierras de la familia,.[19]
- Lee Tae-ri como Kim Wook, compañero de secundaria y el mejor amigo de Shin-yoo, abogado.[14]

#### Otros
- Park Jung-eon como una clienta.
- Jung Se-rom como Kim Kyung-rim.
- Jo Hyo-je.
- Jeon Eun-mi.

### Apariciones especiales
- Yoon Kye-sang como director ejecutivo de Law & High.[20]
- Kim Kwon como Lee Hyun-seo, un miembro de tercera generación de una familia chaebol.[21]
- Yoon Jung-hoon como Do Min-hoon, un youtuber especializado en terror.[22]

## Producción
La serie está dirigida por Nam Ki-hoon, responsable también de la también comedia romántica de fantasía Besos y presagios (2022), así como de la serie de suspenso Voice 3 (2019). El guion es obra de No Ji-seol, que escribió también 100 Days My Prince (2018).
El 7 de julio de 2023 se publicaron imágenes de la lectura del guion por el reparto de actores. El 13 del mismo mes se publicaron dos carteles con la pareja protagonista.

## Banda sonora original
| Parte | Fecha de publicación                                                                | Título                                                                              | Letra                                                                               | Música                                                                              | Artista                                                                             | Dur.                                                                                | Ref.                                                                                |
| ----- | ----------------------------------------------------------------------------------- | ----------------------------------------------------------------------------------- | ----------------------------------------------------------------------------------- | ----------------------------------------------------------------------------------- | ----------------------------------------------------------------------------------- | ----------------------------------------------------------------------------------- | ----------------------------------------------------------------------------------- |
| 1     | 24 de agosto de 2023                                                                | «It’s You»                                                                          | Lee Jun-hwa                                                                         | Lee Jun-hwa                                                                         | Park Won                                                                            | 3:24                                                                                | [ 24 ]                                                                              |
| 2     | 30 de agosto de 2023                                                                | 나일 수 있도록 («Para que pueda ser yo»)                                            | Midnight                                                                            | Gaemi                                                                               | Hun Jeong-yang                                                                      | 3:27                                                                                | [ 25 ]                                                                              |
| 3     | 31 de agosto de 2023                                                                | «I'll Hold You Tight»                                                               | Jaeman                                                                              | Lee Jun-hwa                                                                         | Lee Jun-hwa                                                                         | 3:36                                                                                | [ 26 ]                                                                              |
| 4     | 6 de septiembre de 2023                                                             | 내게 스며든 («Penetró en mí»)                                                       | Jeong Hyo-bin                                                                       | Choi Han-sol, Park Seong-hyo                                                        | Choi Han-sol, Park Seong-hyo, Moon Jeong-wook                                       | 4:05                                                                                | [ 27 ]                                                                              |
| 5     | 7 de septiembre de 2023                                                             | «Destiny»                                                                           | Seo-gi                                                                              | Lucky Clover                                                                        | Lucky Clover                                                                        | 3:25                                                                                | [ 28 ]                                                                              |
| 6     | 14 de septiembre de 2023                                                            | 그 사람이 너야 («Esa persona eres tú»)                                              | Gaemi, Yoda                                                                         | Gaemi, Kim Se-jin                                                                   | Noel                                                                                | 3:51                                                                                | [ 29 ]                                                                              |
| 7     | 20 de septiembre de 2023                                                            | «I'll Always Be With You»                                                           | Ant, Midnight                                                                       | Ant, Midnight                                                                       | LYn (Lee Se-jin)                                                                    | 3:35                                                                                | [ 30 ]                                                                              |
| 8     | 28 de septiembre de 2023                                                            | 깜짝미! («¡Sorpresa!»)                                                              | Lee Jun-hwa                                                                         | Ant, Lee Jun-hwa                                                                    | Boramiyu                                                                            | 3:23                                                                                | [ 31 ]                                                                              |
| 9     | 5 de octubre de 2023                                                                | 우린 서로 사랑하고 («Nos amamos»)                                                   | Gaemi, Yoda                                                                         | Gaemi, Kim Se-jin                                                                   | LYn (Lee Se-jin)                                                                    | 3:47                                                                                | [ 32 ]                                                                              |
| Notas | Las canciones de la banda sonora tienen una versión instrumental de igual duración. | Las canciones de la banda sonora tienen una versión instrumental de igual duración. | Las canciones de la banda sonora tienen una versión instrumental de igual duración. | Las canciones de la banda sonora tienen una versión instrumental de igual duración. | Las canciones de la banda sonora tienen una versión instrumental de igual duración. | Las canciones de la banda sonora tienen una versión instrumental de igual duración. | Las canciones de la banda sonora tienen una versión instrumental de igual duración. |

## Audiencia
| Temporada | Temporada | Episodio número | Episodio número | Episodio número | Episodio número | Episodio número | Episodio número | Episodio número | Episodio número | Episodio número | Episodio número | Episodio número | Episodio número | Episodio número | Episodio número | Episodio número | Episodio número | Promedio |
| Temporada | Temporada | 1               | 2               | 3               | 4               | 5               | 6               | 7               | 8               | 9               | 10              | 11              | 12              | 13              | 14              | 15              | 16              | Promedio |
| --------- | --------- | --------------- | --------------- | --------------- | --------------- | --------------- | --------------- | --------------- | --------------- | --------------- | --------------- | --------------- | --------------- | --------------- | --------------- | --------------- | --------------- | -------- |
|           | 1         | 625             | 546             | —               | 558             | 596             | 528             | 576             | 583             | 565             | 574             | —               | 492             | 446             | 651             | 638             | 648             | —        |

| Episodio | Fecha de emisión         | Índices de audiencia (Nielsen Korea) | Índices de audiencia (Nielsen Korea) |
| Episodio | Fecha de emisión         | Nacional                             | Seúl                                 |
| --- | ------------------------ | ------------------------------------ | ------------------------------------ |
| 1 | 23 de agosto de 2023     | 2,912 % (8.ª)                        | 2,931 % (7.ª)                        |
| 2 | 24 de agosto de 2023     | 2,393 % (15.ª)                       | 2,606 % (6.ª)                        |
| 3 | 30 de agosto de 2023     | 2,009 % (14.ª)                       | ND                                   |
| 4 | 31 de agosto de 2023     | 2,774 % (7.ª)                        | 2,898 % (4.ª)                        |
| 5 | 6 de septiembre de 2023  | 2,801 % (4.ª)                        | 2,508 % (5.ª)                        |
| 6 | 7 de septiembre de 2023  | 2,565 % (8.ª)                        | 2,372 % (8.ª)                        |
| 7 | 13 de septiembre de 2023 | 2,851 % (7.ª)                        | 3,134 % (4.ª)                        |
| 8 | 14 de septiembre de 2023 | 2,946 % (7.ª)                        | 3,144 % (5.ª)                        |
| 9 | 20 de septiembre de 2023 | 2,588 % (15.ª)                       | 2,774 % (6.ª)                        |
| 10 | 21 de septiembre de 2023 | 2,553 % (13.ª)                       | 2,764 % (8.ª)                        |
| 11 | 27 de septiembre de 2023 | 2,046 % (16.ª)                       | 2,397 % (4.ª)                        |
| 12 | 28 de septiembre de 2023 | 2,092 % (13.ª)                       | 2,099 % (9.ª)                        |
| 13 | 4 de octubre de 2023     | 2,213 % (12.ª)                       | 2,264 % (6.ª)                        |
| 14 | 5 de octubre de 2023     | 3,070 % (3.ª)                        | 3,416 % (2.ª)                        |
| 15 | 11 de octubre de 2023    | 2,875 % (6.ª)                        | 3,096 % (3.ª)                        |
| 16 | 12 de octubre de 2023    | 3,122 % (5.ª)                        | 3,317 % (4.ª)                        |
| Promedio | Promedio                 | 2,613 %                              | —                                    |
| - En la tabla superior, los números azules representan las calificaciones más bajas y los números rojos representan las más altas. - ND indica que no se publicaron los datos correspondientes a ese día. - Esta serie se transmite en un canal de cable/televisión de pago, que normalmente tiene una audiencia menor respecto a las emisoras de televisión públicas/gratuitas (KBS, SBS, MBC y EBS). |                          |                                      |                                      |